# Andante și Final

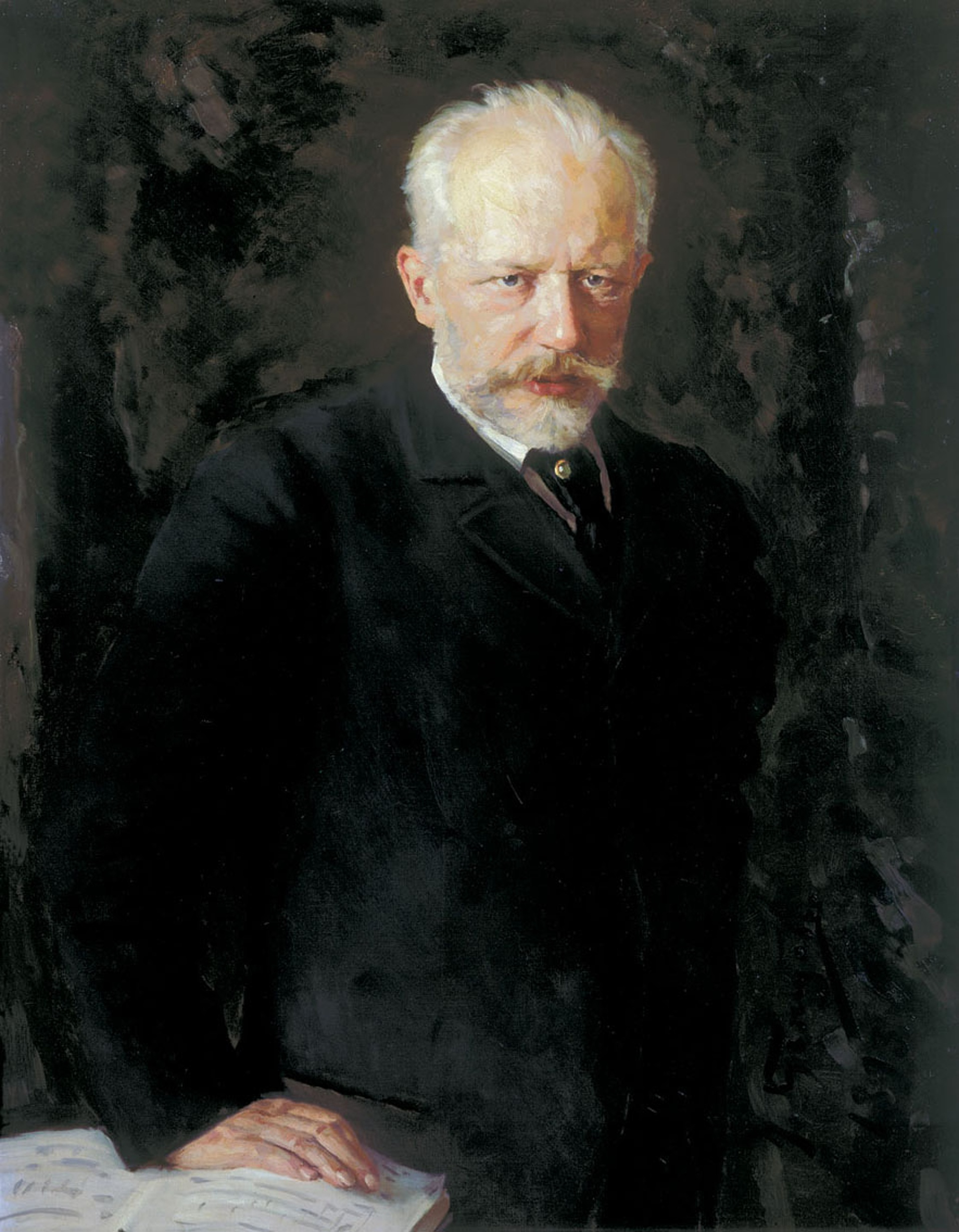
Ceaikovski în 1893

Andante și Final este o compoziție pentru pian și orchestră realizată de Serghei Taneiev după schițele lăsate de Piotr Ilici Ceaikovski pentru ultimele două părți ale Concertului pentru pian nr. 3 în Mi bemol major într-o singură parte, Op. 75.
Muzica a fost compusă de Ceaikovski dar finalizarea a fost realizată de Taneiev iar deciziile privind forma, genul și titlul au fost luate de Taneiev, fratele lui Ceaikovski, Modest, Alexandr Siloti și de editorul Mitrofan Belyayev. A fost ulterior publicată în 1897 ca o lucrare de Ceaikovski și a primit un număr opus, 79, în catalogul lucrărilor lui Ceaikovski.
Concertul pentru pian nr. 3 și Andante și Final sunt uneori interpretate împreună pentru a forma un concert "complet".

## Origini
Andante și Final își are originea în partea lentă și finalul Simfoniei în Mi bemol major a lui Ceaikovski, pe care a început să o compună în 1892. A abandonat simfonia în decembrie 1892 dar, după ce nepotul său Bob Davydov l-a mustrat, a început să organizeze lucrarea într-un concert pentru pian, al treilea, pe care l-a promis pianistului francez Louis Diémer. Compozitorul a finalizat partea Allegro brillante a acestui concert în iulie 1893 după care a lăsat deoparte lucrarea pentru a continua lucrul la Simfonia nr. 6. A finalizat simfonia în august și apoi a revenit la concert, luând decizia să îl publice sub forma unei singure părți, Allegro de concert. Ultimele două părți au rămas la stadiul de schiță și nu există dovezi conform cărora Ceaikovski ar fi vrut să facă ceva cu ele. Pe 6 octombrie 1893, cu o lună înainte de moartea sa, i-a scris compozitorului și pianistului polonez Zygmunt Stojowski: "Noua mea Simfonie este finalizată. Acum lucrez la noul (al treilea) concert pentru prietenul nostru drag Diémer. Când te întâlnești cu el, te rog să îi spui că atunci când am început să lucrez la el, mi-am dat seama că acest concert este de o durată depresivă și amenințătoare. Prin urmare, am decis să las doar prima parte care va constitui întregul concert. Lucrarea se va îmbunătăți deoarece ultimele două părți nu valorează aproape nimic".
Simfonia nr. 6 a fost ultima lucrare care să fie interpretată în timpul vieții sale dar Allegro de concert a fost ultima compoziție pe care Ceaikovski a finalizat-o înainte de moartea sa. A fost publicată postum sub numele de Concertul pentru pian nr. 3, Op. 75.
Tchaikovski a scris pe ultima pagină a părții Allegro de concert "finalul primei părți". Totuși, când a decis să publice doar acea parte, se pare că a omis să elimine această inscripție. Acest fapt a cauzat speculații cu privire la adevăratele sale intenții. Fie ulterior avea de gând să dezvolte concertul într-o lucrare în trei părți, fie dorea să utilizeze celelalte părți în altă formă dacă nu ar fi murit.
După moartea lui Ceaikovski, fratele său Modest i-a cerut prietenului și fostului elev al compozitorului, Serghei Taneiev, să parcurgă schițele compozițiilor lăsate neterminate. În noiembrie 1894 Taneiev a început să studieze schițele acestor două părți. Atât Modest cât și Taneiev erau nehotărâți cu privire la cum să fie publicată lucrarea: ca două părți orchestrale pentru o simfonie sau să păstreze aranjamentul ulterior de piese pentru pian și orchestră. După o scrisoare primită de Modest de la pianistul Alexandr Siloti în aprilie 1895, el și Taneiev au lasăt forma de pian și orchestră.
O altă problemă ridicată a fost modul în care să fie publicate aceste două părți. Acest fapt a fost complicat de faptul că P. Jurgenson a publicat deja Concertul pentru pian nr. 3 drept o lucrare completă, în concordanță cu dorințele lui Ceaikovski. Modest și Taneiev au oferit Andante și Final lui Mitrofan Belyayev, împreună cu uverturile Fatum, Furtuna și balada simfonică Voievodul.
Belyayev nu era hotărât cum să publice Andante și Final - sub forma unui al patrulea concert pentru pian în două părți, sub forma a două piese de concert sau ca două părți orchestrale dintr-o simfonie neterminată. Ulterior a publicat Andante și Final în 1897 în versiunea lui Taneiev pentru pian și orchestră și i-a oferit numărul opus 79, ca și când ar fi fost o compoziție a lui Ceaikovski, lucru doar parțial adevărat.
Prima interpretare a lucrării Andante și Final a avut loc pe 8 februarie 1897 în Sankt Petersburg, cu Taneiev în calitate de solist.

## Structură
1. Andante
2. Finale. Allegro maestoso

## Instrumentație
În ton cu practica lui Ceaikovski pentru primele sale două concerte pentru pian, Taneiev a redus orchestra la instrumente de suflat din lemn, corni și coarde pentru Andante. Finalul este orchestrat pentru o orchestră întreagă, din nou după practica lui Ceaikovski.